# Nagyrét (Szlovákia)
Nagyrét (szlovákul: Veľká Lúka) község Szlovákiában, a Besztercebányai kerületben, a Zólyomi járásban.

## Fekvése
Zólyomtól 7 km-re északra, a Zólyomi-medence nyugati részén, a Garam bal oldalán, 311 m magasan fekszik.

## Története
1281-ben „Nogreth” néven említik először. Ezután 1401-ben „Villa Nogreth”, 1424-ben „Nagreth” alakban tűnik fel. Ebből az időből maradt fenn a település legrégibb épülete, az egykori kastély. A 15. századtól Zólyom várának tartozéka volt. A 17. században az Eszterházyak zólyom–dobronyai uradalmához tartozott. Az 1673 és 1848 közötti időszakban a község lakóira elviselhetetlen elnyomás nehezedett. Ebből az időszakból származik a község régi pecsétje is. A települést szlovák nevén csak 1773-ban említik először. 1787-ben 43 házában 351 lakos élt.
A 18. század végén Vályi András így ír róla: „LUKA. Két tót falu Zólyom Várm. földes Urai több Urak, lakosaik katolikusok, és evangelikusok, fekszenek Osztro Luka Zólyomhoz fél, Nagy Luka, vagy Nagy Rét pedig Garamszeghez 1/4 mértföldnyire, határbéli földgyeik középszerűek, vagyonnyaik is meg lehetősek.”
1828-ban 62 házában 482 lakost számláltak. Lakói földműveléssel, kender termesztéssel, vászonszövéssel, állattartással foglalkoztak.
Fényes Elek 1851-ben kiadott geográfiai szótárában így ír a faluról: „Rét (Nagy), Velka Luka, tót falu, Zólyom vmegyében, közel a Garanhoz: 69 kath., 418 evang. lak. F. u. a kamara.”
A trianoni diktátumig Zólyom vármegye Zólyomi járásához tartozott.

## Népessége
| Év:            | 1994. | 2004. | 2014.    | 2024.    |
| -------------- | ----- | ----- | -------- | -------- |
| Emberek száma: | 0     | 429   | 587      | 868      |
| Eltérés:       |       | –     | +36,82 % | +47,87 % |

| Év:            | 2023. | 2024.   |
| -------------- | ----- | ------- |
| Emberek száma: | 878   | 868     |
| Eltérés:       |       | -1,13 % |

1910-ben 334 túlnyomórészt szlovák lakosa volt.
2001-ben 393 lakosából 381 szlovák volt.
2011-ben 486 lakosából 438 szlovák.

## Külső hivatkozások
- Hivatalos oldal
- Községinfó
- Nagyrét Szlovákia térképén
- E-obce.sk Archiválva 2023. május 31-i dátummal a Wayback Machine-ben